# L'Amant de poche (film)
Pour les articles homonymes, voir L'Amant de poche.
Pour plus de détails, voir Fiche technique et Distribution.
L'Amant de poche est un film français réalisé par Bernard Queysanne, sorti le 15 février 1978.

## Synopsis
Julien, encore lycéen, rencontre Héléna, jeune femme riche et belle. Une aventure éblouissante qui ne peut que comporter des revers...

## Commentaire
Plus proche de la comédie que du drame, le film traite des amours impossibles et des relations d'un fils avec ses parents.

## Fiche technique
- Titre : L'Amant de poche
- Réalisation : Bernard Queysanne, assisté de Denys Granier-Deferre
- Scénario : Pierre Pelegri et Bernard Queysanne, d'après le roman éponyme, L'Amant de poche, de Voldemar Lestienne
- Production : Christine Gouze-Rénal
- Société de production : Gaumont
- Musique : Laurent Petitgirard
- Photographie : Alain Levent
- Montage : Agnès Molinard
- Costumes : Evelyne Dassas
- Pays d'origine : France
- Format : Couleurs - 1,66:1 - Mono - 35 mm
- Genre : Comédie
- Durée : 95 minutes
- Date de sortie : 15 février 1978 (France)

## Distribution
- Mimsy Farmer : Héléna
- Pascal Sellier : Julien
- Madeleine Robinson : Madame Josée
- Bernard Fresson : Gilbert
- Andréa Ferréol : La mère de Julien
- Serge Sauvion : Le père de Julien
- Stéphane Jobert : Capo
- Véronique Delbourg : Véronique
- Eva Ionesco : Martine
- Pascale Audret : La mère de Martine
- Jean-Paul Solal : Le premier gigolo
- Jean-Paul Franky : Le second gigolo

## Autour du film
- Le roman à l'origine du film avait reçu le Prix Interallié en 1975.
- À noter, les apparitions de Roger Hanin, Robert Hossein, Jacques Spiesser et Evelyne Dassas, également costumière du film.